# Klooster Kuveždin

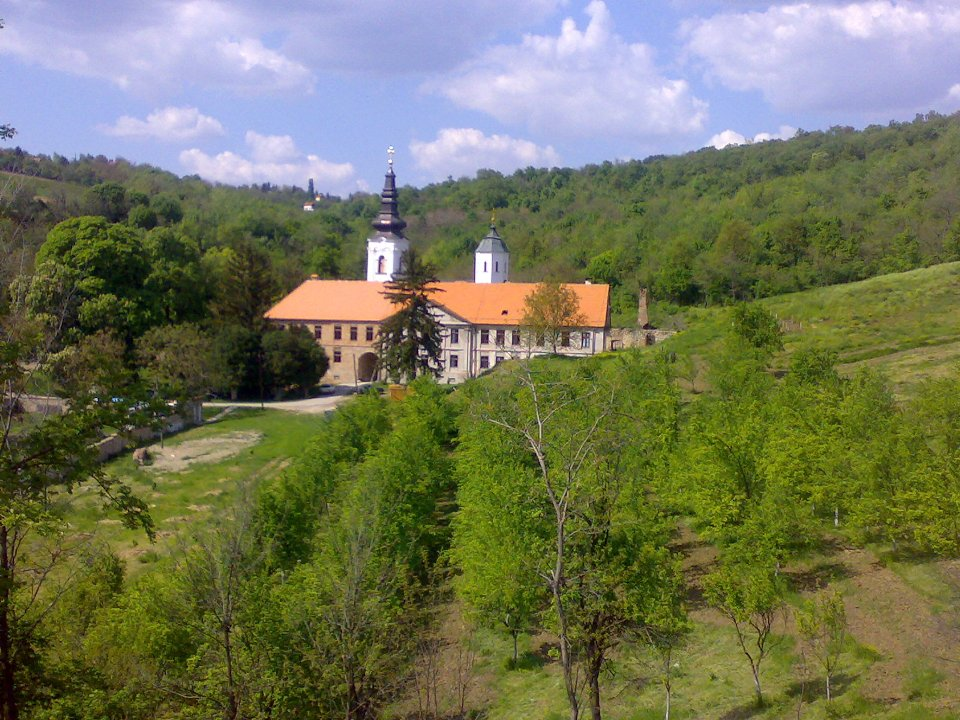
Het klooster Kuveždin

Klooster Kuvezdin (Servisch: Манастир Кувеждин,  Manastir Kuveždin) is een Servisch-orthodox klooster gelegen in de Fruška Gora in het noorden van de Servische autonome provincie Vojvodina. Volgens traditie, werd het gesticht door de heilige Stefan Štiljanović. De vroegste historische vermeldingen van het klooster dateren uit 1566/1569.